# FK Kom
A Kom (cirill írással: Фудбалски клуб Ком) egy montenegrói labdarúgócsapat a fővárosból, Podgoricából. A montenegrói labdarúgó-bajnokságok 2006-os indulása óta az élvonalban szerepel.

## Eredményei

### Montenegrói labdarúgó-bajnokságban
| Szezon    | Oszt. | Hely | J  | Gy | D  | V  | Rg | Kg | P  | Montenegrói kupa | Európai kupák | Európai kupák | Megj. |
| --------- | ----- | ---- | -- | -- | -- | -- | -- | -- | -- | ---------------- | ------------- | ------------- | ----- |
| 2006–2007 | I.    | 7.   | 33 | 9  | 11 | 13 | 27 | 31 | 38 | 1/16             |               |               |       |
| 2007–2008 | I.    | 9.   | 33 | 9  | 9  | 15 | 29 | 49 | 36 | 1/16             |               |               |       |
| 2008–2009 | I.    | 8.   | 33 | 10 | 7  | 16 | 33 | 43 | 37 | 1/16             |               |               |       |

## Külső hivatkozások
- Facebook: FK KOM
- SOCCERWAY
- FLASHSCORE
- SOFASCORE
- Transfermarkt
- Globalsportsarchive